# Hybosida
Hybosida is een geslacht van spinnen uit de  familie van de Palpimanidae.

## Soorten
- Hybosida dauban Platnick, 1979
- Hybosida lesserti Berland, 1919
- Hybosida lucida Simon, 1898
- Hybosida scabra Simon & Fage, 1922